# Angus MacAskill

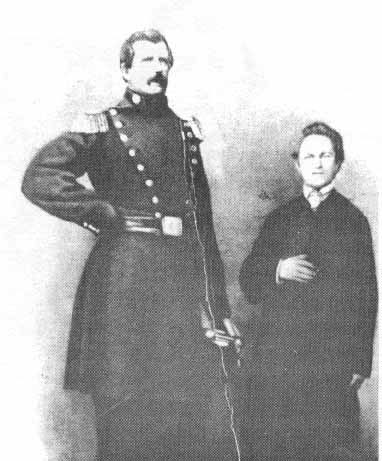
Angus MacAskill comparado con un hombre de de altura.

Angus MacAskill (Escocia, 1825 - Englishtown, Nueva Escocia, 8 de agosto de 1863) fue conocido como el "verdadero gigante" más alto de la historia, es decir el hombre más alto sin gigantismo. El Libro Guinness de los récords de 1981 lo reconoció como el hombre natural más alto (2,36 m) y el hombre más fuerte que haya existido, además de ser el hombre no obeso con el mayor torso o pecho (290 cm).

## Biografía
Angus MacAskill nació en Escocia en 1825 y se mudó con su familia a Nueva Escocia, Canadá, en 1830. De niño su estatura era normal, pero en su adolescencia comenzó su crecimiento descomunal, y a los 21 años media 2,23 m. Su altura máxima de 2,36 la alcanza hacia los 23 años. Pesaba 190 kg. Sus amigos lo conocían como Big Boy. Aparte, era un joven apuesto, de ojos azules y cabello rizado negro, y buenos modales.
MacAskill era conocido por sus demostraciones públicas de fuerza, entre las más descomunales se encuentran levantar un ancla de 1270 kg hasta la altura del pecho y la capacidad de llevar barriles de 135 kg por varios metros. Era capaz de levantar 50 kg con dos dedos y mantenerlo arriba durante diez minutos, algo que nadie puede hacer en la actualidad. Hay quienes dicen también que levantó un caballo varios centímetros sin mucho esfuerzo.
Además de trabajar en la granja familiar, era aficionado a la pesca. En 1849 lo vio en el puerto un capitán de goleta que quedó maravillado. Propuso a sus padres ser su promotor y ganar dinero exhibiéndole. Durante los siguientes cuatro años viajó por Canadá, EE. UU., las Indias Orientales, Terranova e Inglaterra. Barnum lo presentó en su American Museum de Nueva York, apareciendo sujetando una bandeja donde bailaba el general Tom Thumb de 64 cm. La Reina Victoria supo de las historias de MacAskill y lo invitó al Castillo de Windsor, donde lo reconoció como el hombre más alto, corpulento y fuerte que hubiese entrado en el castillo y le regaló un traje escocés a medida.
En una apuesta con unos marineros franceses Angus levantó un ancla de 1225 kg a su hombro y camino con él a lo largo de la embarcación. No se sabe bien donde ocurrió esto, ni si eran 1270 kg o menos, quizá eran 995.
En 1853 MacAskill regresó a su hogar en Cape Breton y con lo ganado compró varias propiedades inmobiliarias y un almacén. MacAskill murió el 8 de agosto de 1863 a los 38 años. Fue enterrado en el cementerio de Englishtown junto con sus padres, los cuales eran de tamaño normal. Su causa de muerte no fue del todo clara, aunque aparentemente sufrió una extraña fiebre cerebral, según el diagnóstico del médico.
En 1900 su lápida se rompió y debió ser reemplazada por una nueva. Muchos años después se descubrió la original y fue entregada al Museo sobre el gigante. En ella puede leerse: Levantada en memoria de Angus MacAskill/ el gigante de Nueva Escocia/ que murió el 8 de agosto de 1863/ a los 38 años de edad./ Un hijo obediente, y un hermano amable/ en todos sus tratos./ Universalmente respetado por todos los que le conocieron./ Observa al hombre perfecto, y contempla al honrado/ pues el destino de ese hombre es la paz. Pocos años después varios objetos personales de MacAskill, incluidos su cama, sus ropas y su silla, todo a medida, fueron exhibidos en la Universidad Gaélica. Todos estos objetos fueron llevados a Dunvegan en 1989 cuando se abrió el museo MacAskill.